# Загребская мечеть

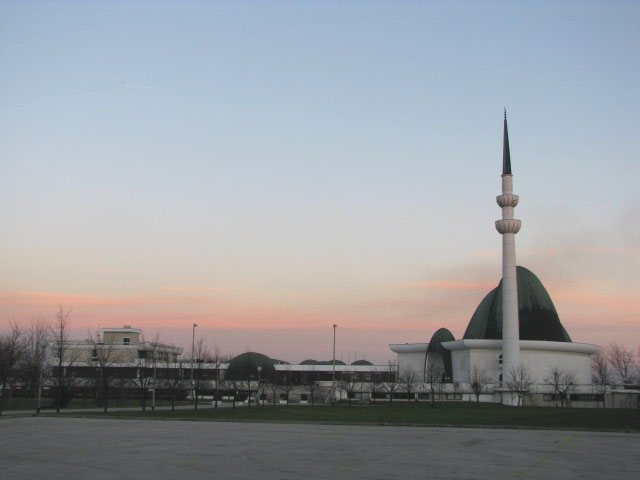
Вид на Загребскую мечеть

Загребская мечеть (хорв. Zagrebačka džamija) — соборная мечеть города Загреб в Хорватии.

## История
Строительство мечети в Загребе началось в 1981 году. В 1983 году эмир Шарджи, султан бин Мохаммед аль-Касими посетил исламскую общину в Загреба. Он пожертвовал 2,5 миллиона долларов США на строительство мечети. Мечеть была построена в 1987 году.

## Описание
Загребская мечеть является самой большой мечетью в Хорватии. В мечете расположена исламская высшая школа Ахмеда Смайловича и исламский культурный центр.
Проект мечети был создан боснийскими архитекторами Джамалом Селичем и Мирзой Голосе. Высота минарета достигает 51 метра.